# Salzburg Hauptbahnhof
Salzburg Hauptbahnhof er hovedbanegården i byen Salzburg i delstaten af samme navn i Østrig. Den udgør et vigtigt trafikknudepunkt i den vestlige del af Østrig, og før indførelsen af af EU's åbne grænser, fungerede banegården som grænsestation til Tyskland.
Salzburg Hauptbahnhof er banegård for såvel Österreichische Bundesbahnen (ÖBB) og Deutsche Bahn (DB). Flere vigtige nær- og fjernbanestrækninger bindes sammen her. Vestbanen fra Wien og Linz bindes sammen med banestrækningen Salzburg – München, hvorfra der også køres korridortrafik over Rosenheim til Tyrol og Vorarlberg. Mod syd fører hovedstrækningen over Bischofshofen og Zell am See til Wörgl. Fra denne banestrækning fortsætter en anden strækning i Schwarzach-St. Veit over i Tauernbanen.
For lokaltrafikken fungerer Salzburg Hauptbahnhof som udgangspunkt for Salzburger Lokalbahn samt som central knudepunkt for S-Bahn Salzburg og mange regionalbuslinjer.

## Historie
Salzburg blev forbundet med det internationale jernbanenet i 1860, da man åbnede den bayeriske Maximiliansbahn fra München over Rosenheim til Salzburg samt Kaiserin-Elisabeth-Bahn (der i dag udgør vestbanen) til Wien. Med udbygningen af jernbanenettet med færdigbygningen af Tauernbahn til Villach og videre til Trieste i 1909 steg betydningen af Salzburg Hauptbahnhof som trafikknudepunkt. På banegårdspladsen opførtes en lokalbanegård, hvorfra der fra 1886 afgik tog på Salzburger Lokalbahn og Salzkammetgut-Lokalbahn. Denne bygning findes ikke længere.
I 1944 og 1945 var banegården offer for flere allierede bombeangreb under 2. verdenskrig, og den blev delvist ødelagt. Der findes endnu flere forsagere i banegårdsområdet, som fortsat giver problemer i forbindelse med gravearbejder. I juli 2003 kostede en mislykket detonering af en 250 kg bombe to sprængningseksperter livet. 
Siden 1996 har Salzburger Lokalbahn afgået fra en underjordisk station under Südtiroler Platz. Med etableringen af S-banesystemet i og omkring Salzburg har banegården fået stigende betydning.
Salzburg Hauptbahnhof består både af en rebroussementsstation og gennemgående spor på hver siden af rebroussementsstationen. Dette er en arv fra tiden, hvor banegården fungerede som grænsestation, men med de åbne grænser i EU er denne struktur uhensigtsmæssig, da den begrænser banegårdens kapacitet. Derfor planlægges banegården ombygget, så rebroussementssporene omlægges til gennemgående spor. Et borgerinitiativ for bevarelse af den såkaldte marmorsal i den ene banegårdsbygning har forsinket ombygningen. Salzburgs byråd besluttede imidlertid at nedrive salen, hvorved ombygningen af banegården kunne begynde. Første spadestik blev taget den 7. november 2008, og banegården forventes at stå færdig i 2014. 
| Foregående station     |  | EuroNight                      |  | Efterfølgende station                              |
| ---------------------- |  | ------------------------------ |  | -------------------------------------------------- |
| München HbfEndestation |  | Kalman Imre München - Budapest |  | Attnang-Puchheimmod Budapest Keleti pu             |
| Foregående station     |  | D-Nacht                        |  | Efterfølgende station                              |
| München HbfEndestation |  | München - Zagreb/Rijeka        |  | Schwarzach-St. Veitmod Zagreb Gl.kol. eller Rijeka |

47°48′47″N 13°02′49″Ø / 47.813°N 13.047°Ø
1. ↑  Navnet er anført på engelsk og stammer fra Wikidata hvor navnet endnu ikke findes på dansk.
2. ↑  Navnet er anført på engelsk og stammer fra Wikidata hvor navnet endnu ikke findes på dansk.
3. ↑  Navnet er anført på engelsk og stammer fra Wikidata hvor navnet endnu ikke findes på dansk.
4. ↑  Navnet er anført på engelsk og stammer fra Wikidata hvor navnet endnu ikke findes på dansk.
5. ↑  Navnet er anført på engelsk og stammer fra Wikidata hvor navnet endnu ikke findes på dansk.
6. ↑  Navnet er anført på engelsk og stammer fra Wikidata hvor navnet endnu ikke findes på dansk.
7. ↑  Navnet er anført på engelsk og stammer fra Wikidata hvor navnet endnu ikke findes på dansk.